# Канале (Кјети)
Канале је насеље у Италији у округу Кјети, региону Абруцо.
Према процени из 2011. у насељу је живело 92 становника. Насеље се налази на надморској висини од 684 м.